# Michał Maciejowski
Michał Mirosław Maciejowski, Michael Manson, ps. Miki, Mickey lub Mickey Mouse (ur. 29 października 1913 w Grodku Jagiellońskim, zm. 26 kwietnia 2001 w Winnipeg) – porucznik pilot Polskich Sił Powietrznych w Wielkiej Brytanii, kawaler Orderu Virtuti Militari, as myśliwski.

## Życiorys
17 września przekroczył granicę rumuńską. Przez Francję przedostał się do Wielkiej Brytanii. 2 września 1940 został przydzielony do brytyjskiego 111 dywizjonu myśliwskiego (numer służbowy P 1912). 4 września 1940 zestrzelił pierwszy samolot. W czasie bitwy o Anglię zestrzelił jeszcze 3 samoloty niemieckie na pewno, jeden prawdopodobnie i jeden uszkodził. Następnie walczył w brytyjskim 249 dywizjonie myśliwskim. 10 kwietnia 1941, po przeszkoleniu w 56 OTU, został przydzielony do 317 dywizjonu myśliwskiego.
Walczył też w 316 dywizjonie myśliwskim. 9 sierpnia 1943 ok. godziny 18.30 podczas zadania Ramrod 191 pilotując Spitfire IX oznaczonego SZ-E nr BS302, w locie nad okupowaną Francją uległ kolizji z samolotem pil. por. Lecha Kondrackiego (Spitfire IX oznaczonego SZ-R nr BS457) i trafił do niewoli niemieckiej.
Po wojnie pozostał na emigracji i zmienił nazwisko na Manson. Wyemigrował do Kanady w 1947 roku i tam założył rodzinę.

## Zestrzelenia
Michał Maciejowski zajmuje 9. lokatę na „Liście Bajana” (9 i 1/2 zwycięstwa pewne, 1 prawdopodobne i 1 uszkodzenie).
Zestrzelenia pewne:
- 7 Me-109, w tym:
  - Me-109 – 4 września 1940
  - Me-109 z 4/LG2 – 29 października 1940 (kod 3X+N, numer 5593[7])
  - 2 Me-109 – 30 grudnia 1941 (Verasity II koło Brestu, pilotował Spitfire V AA762)
  - Me-109 – 11 czerwca 1943 (Rodeo – Le Treport, pilotował Spitfire IX BS403[8])
- Fw-190 – 19 sierpnia 1942 (operacja Jubilee, Dieppe, pilotował Spitfire V AD295 JH-C)
- Ju-88 – 19 sierpnia 1942 (operacja Jubilee, Dieppe, pilotował Spitfire V AD295 JH-C)
- 1/2 Do-217 – 19 sierpnia 1942 (pilotował Spitfire V BL927 JH-L)

Prawdopodobne:
- Fw-190 – 4 maja 1943

## Ordery i odznaczenia
- Krzyż Srebrny Orderu Wojennego Virtuti Militari nr 9367[9]
- Krzyż Walecznych czterokrotnie
- Medal Lotniczy czterokrotnie
- Polowy Znak Pilota
- brytyjski Medal Wybitnej Służby Lotniczej – 10 kwietnia 1941[3]
- brytyjski Krzyż Wybitnej Służby Lotniczej – za operację Jubille (19 sierpnia 1942)